# آرشین مال آلان (فیلم ۱۹۳۷)
آرشین مال آلان (به ترکی آذربایجانی: Arşın Mal Alan) یک فیلم به زبان ارمنی محصول کشور ایالات متحده آمریکا است که در سال ۱۹۳۷ توسط ستراگ وارتیان کارگردان ارمنی بر پایهٔ اپرای آرشین مال آلان نوشتهٔ اوزیر حاجی‌بیف ساخته‌شده‌است.
در این فیلم ستراگ وارتیان نقش عسگر و لوئیس بارسامیان نقش گلچهره را بر عهده داشتند.